# Seleção da Macedônia do Norte de Futebol
A Seleção da Macedônia do Norte de Futebol (português brasileiro) ou Seleção da Macedónia do Norte de Futebol (português europeu) representa a Macedónia do Norte nas competições de futebol da FIFA.

## Em Copas do Mundo
A Seleção Macedônia de Futebol tentou chegar em Copas do Mundo nas Eliminatórias da Europa, mas o sonho macedônio em disputar seu primeiro torneio como país independente ainda não se realizou.

### Copas do Mundo
| Ano       | Fase               | Posição            | J                  | V                  | E                  | D                  | GP                 | GC                 |
| --------- | ------------------ | ------------------ | ------------------ | ------------------ | ------------------ | ------------------ | ------------------ | ------------------ |
| 1930–1990 | Como Iugoslávia    | Como Iugoslávia    | Como Iugoslávia    | Como Iugoslávia    | Como Iugoslávia    | Como Iugoslávia    | Como Iugoslávia    | Como Iugoslávia    |
| 1994      | Não se classificou | Não se classificou | Não se classificou | Não se classificou | Não se classificou | Não se classificou | Não se classificou | Não se classificou |
| 2002      | Não se classificou | Não se classificou | Não se classificou | Não se classificou | Não se classificou | Não se classificou | Não se classificou | Não se classificou |
| 2006      | Não se classificou | Não se classificou | Não se classificou | Não se classificou | Não se classificou | Não se classificou | Não se classificou | Não se classificou |
| 2010      | Não se classificou | Não se classificou | Não se classificou | Não se classificou | Não se classificou | Não se classificou | Não se classificou | Não se classificou |
| 2014      | Não se classificou | Não se classificou | Não se classificou | Não se classificou | Não se classificou | Não se classificou | Não se classificou | Não se classificou |
| 2018      | Não se classificou | Não se classificou | Não se classificou | Não se classificou | Não se classificou | Não se classificou | Não se classificou | Não se classificou |
| 2022      | Não se classificou | Não se classificou | Não se classificou | Não se classificou | Não se classificou | Não se classificou | Não se classificou | Não se classificou |
| 2026      | A definir          | A definir          | A definir          | A definir          | A definir          | A definir          | A definir          | A definir          |
| Total     | 0/7                | 0 títulos          | 0                  | 0                  | 0                  | 0                  | 0                  | 0                  |

## No Campeonato Europeu
A seleção da Macedônia do Norte não havia se classificado para nenhuma edição da Campeonato Europeu durante 6 campanhas qualificadas. Eles venceram por 1-0 a Estónia, em 16 de agosto de 2006, no primeiro jogo da campanha de qualificação para o Campeonato Europeu de Futebol de 2008. Eles lograram um 0-0 com a Inglaterra, em 7 de outubro de 2006, marcando um dos seus melhores resultados até à data. Outra surpresa foi um 2-0 sobre a Croácia, em 17 de novembro de 2007.
Com a segunda melhor campanha na Liga das Nações da UEFA D em 2018–19, ficando atrás apenas da Geórgia, os balcânicos enfrentaram a ex-república soviética em jogo único, válido pela repescagem das eliminatórias da Eurocopa de 2020. Goran Pandev foi o autor do gol da histórica classificação da Macedõnia do Norte pela primeira vez a um torneio de seleções como país independente, sendo a última das antigas repúblicas da Iugoslávia a conseguir tal feito (o Kosovo não é reconhecido oficialmente como um país independente pela Sérvia).

### Eurocopas
| Ano       | Fase               | Posição            | J                  | V                  | E                  | D                  | GP                 | GC                 |
| --------- | ------------------ | ------------------ | ------------------ | ------------------ | ------------------ | ------------------ | ------------------ | ------------------ |
| 1960–1992 | Como Iugoslávia    | Como Iugoslávia    | Como Iugoslávia    | Como Iugoslávia    | Como Iugoslávia    | Como Iugoslávia    | Como Iugoslávia    | Como Iugoslávia    |
| 1996      | Não se classificou | Não se classificou | Não se classificou | Não se classificou | Não se classificou | Não se classificou | Não se classificou | Não se classificou |
| 2000      | Não se classificou | Não se classificou | Não se classificou | Não se classificou | Não se classificou | Não se classificou | Não se classificou | Não se classificou |
| 2004      | Não se classificou | Não se classificou | Não se classificou | Não se classificou | Não se classificou | Não se classificou | Não se classificou | Não se classificou |
| 2008      | Não se classificou | Não se classificou | Não se classificou | Não se classificou | Não se classificou | Não se classificou | Não se classificou | Não se classificou |
| 2012      | Não se classificou | Não se classificou | Não se classificou | Não se classificou | Não se classificou | Não se classificou | Não se classificou | Não se classificou |
| 2016      | Não se classificou | Não se classificou | Não se classificou | Não se classificou | Não se classificou | Não se classificou | Não se classificou | Não se classificou |
| 2021      | Primeira fase      | 23/24              | 3                  | 0                  | 0                  | 3                  | 2                  | 8                  |
| 2024      | A definir          | A definir          | A definir          | A definir          | A definir          | A definir          | A definir          | A definir          |
| Total     | 1/16               | 0 títulos          | 3                  | 0                  | 0                  | 3                  | 2                  | 8                  |

## Participação naEuro 2020
Após obter a classificação inédita para a Eurocopa, ocorrera o sorteio no qual determinou que a seleção balcânica ficaria no Grupo C, ao lado de Ucrânia, Áustria e Países Baixos.
Seu desempenho não foi bom, tendo ficado na última colocação de seu grupo, sem ganhar nem empatar alguma partida.
| Pos | Equipe             | Pts | J | V | E | D | GP | GC | SG | Classificado          |
| --- | ------------------ | --- | - | - | - | - | -- | -- | -- | --------------------- |
| 1   | Países Baixos (H)  | 9   | 3 | 3 | 0 | 0 | 8  | 2  | +6 | Equipes classificadas |
| 2   | Áustria            | 6   | 3 | 2 | 0 | 1 | 4  | 3  | +1 | Equipes classificadas |
| 3   | Ucrânia            | 3   | 3 | 1 | 0 | 2 | 4  | 5  | −1 | Equipes classificadas |
| 4   | Macedônia do Norte | 0   | 3 | 0 | 0 | 3 | 2  | 8  | −6 | Eliminado             |

primeira rodada
| 13 de junho de 2021 | Áustria                                       | 3 – 1     | Macedônia do Norte | Arena Națională, Bucareste                 |
| 19:00 (UTC+3)       | Lainer 18' · Gregoritsch 78' · Arnautović 89' | Relatório | Pandev 28'         | Público: 9 082 Árbitro: SWE Andreas Ekberg |

segunda rodada
| 17 de junho de 2021 | Ucrânia                        | 2 – 1     | Macedônia do Norte | Arena Națională, Bucareste                      |
| 16:00 (UTC+3)       | Yarmolenko 29' · Yaremchuk 34' | Relatório | Alioski 57'        | Público: 10 001 Árbitro: ARG Fernando Rapallini |

terceira rodada
| 21 de junho de 2021 | Macedônia do Norte | 0 – 3     | Países Baixos                  | Johan Cruijff Arena, Amesterdão            |
| 18:00 (UTC+2)       |                    | Relatório | Depay 24' · Wijnaldum 51', 58' | Público: 15 227 Árbitro: ROU István Kovács |

## Uniformes

### Uniformes atuais
- 1º - Camisa vermelha, calção vermelhas e meias vermelhas;
- 2º - Camisa branca, calção brancas e meias brancas.

| 1º Uniforme | 2º Uniforme |

### Uniformes anteriores
- 2016-2022

| Primeiro | Terceiro |  |

- 2014-2016

| Primeiro | Segundo | Terceiro |  |

- 2012

| Primeiro | Segundo |  |

- 2010-2011

| Primeiro | Segundo |  |

- 2010

| Primeiro | Segundo |  |

- 2009

| Primeiro | Segundo |

- 2008

| Primeiro | Segundo |  |

- 2006

| Primeiro | Segundo |  |

## Estatísticas
| #  | Nome               | Período na seleção | Jogos |
| -- | ------------------ | ------------------ | ----- |
| 1  | Goran Pandev       | 2001–              | 120   |
| 2  | Goce Sedloski      | 1996–2010          | 100   |
| 3  | Veliče Šumulikoski | 2002–2013          | 84    |
| 4  | Artim Šakiri       | 1996–2006          | 72    |
| 5  | Igor Mitreski      | 2001–2011          | 70    |
| 6  | Nikolče Noveski    | 2004–2013          | 64    |
| 7  | Petar Miloševski   | 1998–2009          | 59    |
| 8  | Vanche Shikov      | 2007–2017          | 59    |
| 9  | Ivan Trichkovski   | 2010–              | 54    |
| 10 | Vlatko Grozdanoski | 2001–2011          | 50    |

| #  | Nome                  | Período na seleção | Gols |
| -- | --------------------- | ------------------ | ---- |
| 1  | Goran Pandev          | 2001–              | 38   |
| 2  | Gjorgji Hristov       | 1995–2003          | 16   |
| 3  | Aleksandar Trajkovski | 2011–              | 15   |
| 3  | Artim Šakiri          | 1996–2006          | 15   |
| 5  | Goran Maznov          | 2001–2009          | 10   |
| 6  | Ilčo Naumoski         | 2003–2012          | 9    |
| 7  | Saša Ćirić            | 1996–2003          | 8    |
| 7  | Ilija Nestorovski     | 2015–              | 8    |
| 7  | Goce Sedloski         | 1996–2010          | 8    |
| 10 | Agim Ibraimi          | 2009–2016          | 7    |

## Treinadores
| - Andon Dončevski (1993–1995) - Gjoko Hadžievski (1996–1999) - Dragi Kanatlarovski (1999–2001, 2003–2005) - Gjore Jovanovski (2001–2002) - Nikola Ilievski (2002–2003) - Slobodan Santrač (2005) | - Boban Babunski (2005–2006, interino) - Srečko Katanec (2006–2009) - Mirsad Jonuz (2009–2011) - Vlatko Kostov (setembro de 2010, interino) - Boban Babunski (agosto de 2011, interino) - John Toshack (2011–2012) | - Goce Sedloski (agosto de 2012, interino) - Čedomir Janevski (2012–2013) - Zoran Stratev (setembro de 2013–outubro de 2013, interino) - Boško Gjurovski (novembro de 2013–abril de 2015) - Ljubinko Drulović (abril de 2015–outubro de 2015) - Igor Angelovski (desde novembro de 2015) |